# Брацлавская улица
Брацлавская улица — улица в Дарницком районе города Киева, расположенная в пределах микрорайонов № 3 и № 7 Харьковского массива, Новой Дарницы и Красного Хутора. Проходит от Тростянецкого переулка до конца застройки.
Присоединяются улицы Дениса Антипова, Горловская и Харьковское шоссе.

## История
Трасса улицы проложена не позднее конца 1930-х годов в пределах от безымянной улицы (позже названной Каменской) до 189-й новой улицы. На карте 1943 года называется Театральная улица (очевидно, в связи с расположением на месте современного кинотеатра «Луч» заведения для демонстрации спектаклей или кинофильмов). До середины 1950-х годов официально имеет условное название 48 Новая. Современное название — с 1955 года, в честь посёлка городского типа Брацлав.
В начале 2000-х годов существовал проект переименования улицы в честь казахского поэта, писателя, общественного деятеля, основателя современной казахской письменной литературы — Абая Кунанбаева. На углу улицы даже была установлена мемориальная доска в честь Абая Кунанбаева. Но Киевсовет не принял решение о переименовании, так что улица называется Брацлавской. Однако на некоторых картах города она подписана как улица Абая Кунанбаева.
Фактически на 2017 год к улице приписан один дом (№ 7), а её часть в пределах микрорайона № 7 Харьковского массива представляет собой внутриквартальный проезд с преимущественно пешеходным движением.

## Общественный транспорт
Маршрутное такси № 529: пр-т Червоной Калины — Автотранспортная ул. (Бортничи).